# Svemirske struje
Svemirske struje (naslov originala: The Currents of Space) je roman američkog pisca znanstvene fantastike Isaaca Asimova iz 1952. To je druga od tri knjige iz Serijala o Carstvu. U sve tri se knjige radnja odvija nakon što su ljudi naselili mnoge svjetove u galaksiji – nakon drugog vala kolonizacije koji je nadišao okvire prvih koloniziranih svjetova – a prije razdoblja pada koje je bilo pozornica izvornog Serijala o Zakladi. Svaka od ove tri knjige samo je donekle povezana s ostalim Asimovljevim djelima, što je razumljivo kada uzmemo u obzir da se događaji ostalih knjiga smještaju mnogo stoljeća nakon događaja opisanih u Serijalu o Carstvu.

## Sažetak radnje
Radnja se odvija u pozadini Trantorovog uspona od velike regionalne sile do galaktičkog carstva koje ujedinjuje milijune svjetova, oko godine 11000. n.e., kada Trantorsko Carstvo obuhvaća otprilike polovicu galaksije.
Nezavisni planet Sark iskorištava planet Florinu i bogati se zahvaljujući višenamjenskom vlaknu koje se zove kyrt i uspijeva samo na Florini. Odnos između ta dva planeta sličan je odnosu koji je postojao između imperijalnih sila i njihovih kolonija sredinom 20. stoljeća, pri čemu stanovnici Sarka (Sarkiti) prisiljavaju stanovnike Florine (Florinijance) da rade na poljima kyrta. Sarkiti se prema Florinijancima općenito odnose kao prema nižoj rasi. Pokušaji da se uništi Sarkov monopol i kyrt uzgoji na drugim planetima su do tog trenutka bili neuspješni. Trantor bi, u međuvremenu, htio ova dva planeta priključiti svom rastućem carstvu.
U gospodstvu Sarka nad Florinom nalazimo skrivenu šalu ili ironiju: jasne su paralele s američkim Jugom koji je uzgajao pamuk uz pomoć robova. Boja kože Florinijanaca među stanovnicima galaksije, u kojoj po svemu sudeći kategorija rase nije zaboravljena još samo kod Sarkita, jedna je od najsvjetlijih. Jedan od likova, dr. Selim Junz, dolazi s planeta Libaira, na kojemu žive jedni od najtamnoputijih ljudi galaksije, i on suosjeća s Florinijancima. (Planet Libair je ime dobio po Liberiji, državi u Africi, što bi moglo objasniti tamnoputo genetsko naslijeđe.)
Moguće uništenje Florine predviđa Rik, po zanimanju "spacijalni analitičar" (engl. "spatio-analyst"), čijim je umom manipulirano pomoću "psihičke sonde", što je rezultiralo amnezijom. U trenutku kada se Rik počne prisjećati svoje prošlosti to postane uzrokom političke krize u koju bivaju upleteni Sark, Florina i Trantor. Rik, po podrijetlu Zemljanin, je otkrio da će Florinino sunce uskoro eksplodirati (postati nova) zato što konstantno biva hranjeno ugljikom putem jedne od dubokosvemirskih "svemirskih struja", koje su poput morskih struja.
Također se napokon otkriva da je posebna energetska valna duljina svjetlosti koju emitira Florinina zvijezda uzrok činjenici da na planetu mogu uspijevati vlakna kyrta tako visoke kvalitete. Zato kyrt ne može rasti na drugim planetima – jer su zvijezde koje će uskoro postati nôve prilično rijetke, a pogotovo zvijezde s naseljenim planetima.
Bez Florine Sark će izgubiti izvor svoga bogatstva, tako da oklijeva prihvatiti činjenično stanje. Za Trantor je rješenje da otkupi čitav planet – što je skupo ali će biti nadoknađeno odobravanjem. Premda Trantor još uvijek nije galaktičko carstvo u punom opsegu, on pod svojom vlašću ima sada većim dijelom radioaktivnu Zemlju. Spominje se ideja o evakuaciji Zemlje, no nju Rik snažno odbija. On insistira na tomu da je Zemlja originalni planet ljudske rase, iako to nije općeprihvaćeno.

## Znanstvena točnost
Teorija o "svemirskim strujama" koje uzrokuju eksplozije zvijezda jest kreativna, ali ju je temeljito osporila moderna znanost istraživanjima koja su uslijedila u desetljećima nakon pisanja Svemirskih struja. Postoje dvije vrste zvjezdane fuzije, od kojih jedna doduše uključuje prisutnost ugljika kao neke vrste katalizatora. No ti procesi su jednostavno rezultat veličine i temperature određene zvijezde. Danas se smatra da zvijezde oko kojih kruže nastanjivi planeti ne mogu postati nove, iako hoće postati divovske zvijezde pri kraju životnoga vijeka.